# Djimotoum Yonoudjim Yannick
Djimotoum Yonoudjim Yannick – czadyjski pisarz, poeta, eseista młodego pokolenia. W 2016 zajął drugie miejsce w ufundowanej przez Stowarzyszenie Rozwoju Kultury – ADEC (Association pour le Développement Culturel) Nagrodzie Literackiej Josepha Brahima Seida. Zwycięska praca „La marche de Madjidéné” opowiada o młodej dziewczynie z dzielnicy robotniczej Ndżameny, wykluczanej przez najbliższe otoczenie, które nie rozumie jej miłości do kina i teatru.

## Twórczość literacka

### Powieści
- Le prix de l'amour[3]

### Eseje
- Littérature tchadienne : chronique d’une quête d’éclosion (2016)[4]